# Motori e-VTi
I motori e-VTi sono una famiglia di motori a scoppio alimentati a benzina abbinati a un'evoluzione del sistema start e stop e prodotti dall'autunno del 2013 all'inizio del 2015 dal gruppo automobilistico francese PSA.

## Caratteristiche
I motori e-VTi si prefiggono di trasporre gli stessi pregi di efficienza tipici dei motori e-HDi nell'ambito dei motori a benzina. A tale scopo viene presa come base la famiglia di motori EB, dotata di requisiti che le permettono di incrementare ulteriormente la propria efficienza. In particolare, è stato il motore EB2 da 1199 cm³ a fare da cavia per la prima applicazione della tecnologia e-VTi. A tale scopo, su tale motore è stato montato un cambio robotizzato ETG5 a 5 rapporti corredato di sistema Stop&Start di ultima generazione.

### Funzionamento
Il funzionamento dei motori e-VTi è analogo a quello dei motori e-HDi: come in tali motori, il sistema Stop&Start non funge come uno Stop&Start puro e semplice, ma svolge anche una funzione di alternatore reversibile.

### Applicazioni
Il motore e-VTi mantiene inalterate le caratteristiche di erogazione dei corrispondenti motori privi di sistema Start&Stop e cambio ETG5. La tecnologia e-VTi ha debuttato nell'autunno del 2013 sotto il cofano di:
- Peugeot 208 1.2 e-VTi (dall'11/2013);
- Peugeot 2008 1.2 e-VTi (dall'11/2013).

Nel giro di breve tempo questi motori hanno cambiato denominazione divenendo presenti nei listini PSA semplicemente come motori 1.2 con Stop&Start e con cambio automatico.